# حبشيش (القفر)

تعديل مصدري - تعديل

حُبَشِّشْ بضم الحاء : محلة تابعة لقرية الحصن والقلعة، التابعة لعزلة الكرابة بمديرية القفر إحدى مديريات محافظة إب في الجمهورية اليمنية.، بلغ تعداد سكانها 31 حسب تعداد اليمن لعام 2004.